# 캔자스시티 학살

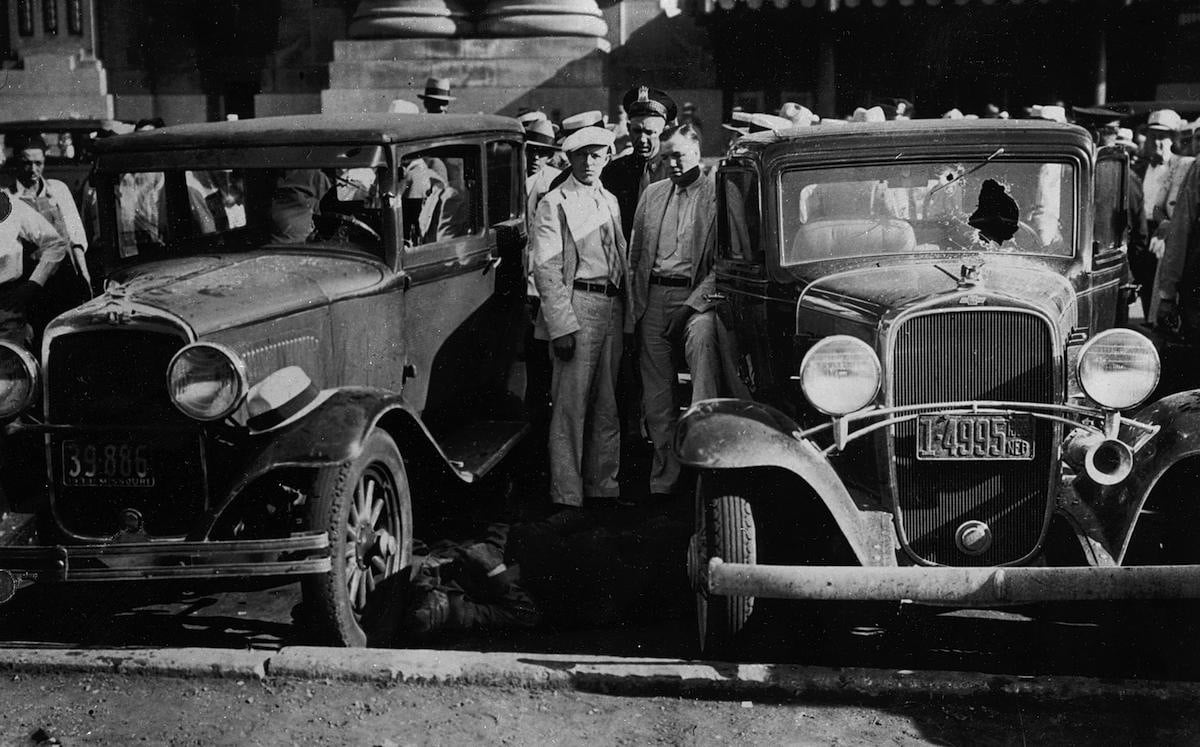
1933년 6월 17일 공격 이후

캔자스시티 학살(Kansas City massacre)은 1933년 6월 17일 아침 미주리주 캔자스시티 (미주리주)의 유니언역 철도역에서 법집행관 4명과 도망자 1명을 총격으로 살해한 사건이다. 버버넌 C. "베른" 밀러(Vernon C. "Verne" Miller)가 연방 수감자인 프랭크 "젤리" 내시(Frank "Jelly" Nash)를 구출했다. 당시 내쉬는 3년 전 탈출한 캔자스주 레번워스 (캔자스주)에 있는 미국 교도소로 그를 돌려보내는 몇몇 법집행관의 구금하에 있었다.
FBI는 찰스 "프리티 보이" 플로이드를 총잡이 중 한 명으로 지목했다. 그러나 일부 증거에 따르면 플로이드가 연루되지 않았음을 시사한다.